# 灯火基督像
赎罪和怜悯的基督像，俗称灯中基督像（Cristo de los Faroles）是一个大型基督苦像，由8盏灯环绕，位于西班牙南部城市科尔多瓦的迷你小广场嘉布遣广场（Plaza de los Capuchinos）。

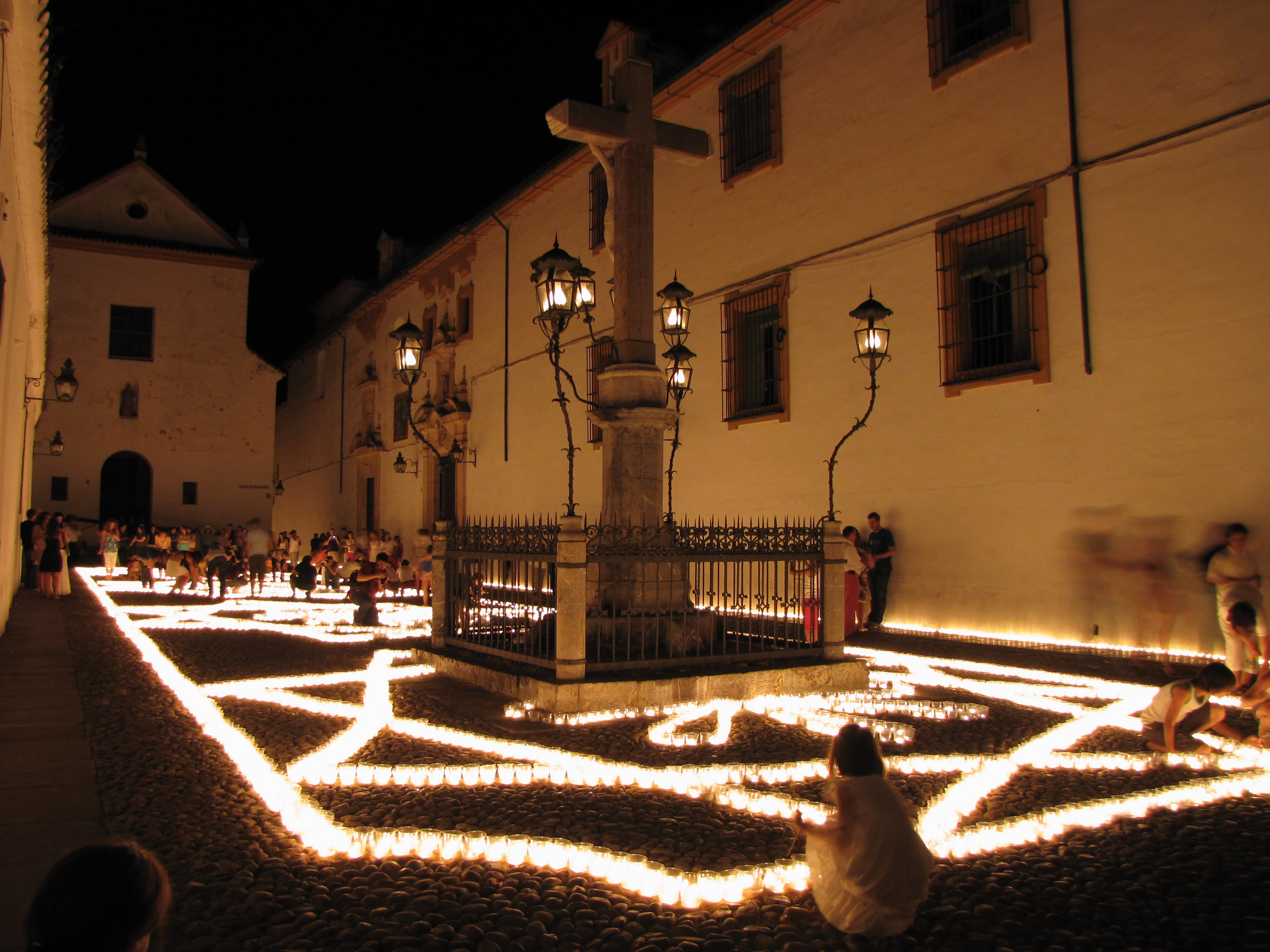
夜间照明的蜡烛和灯

这尊雕塑由嘉布遣会修士加的斯的迭戈·何塞委托雕塑家胡安·纳瓦罗·莱昂创作于1794年。